# Дріггс (Айдахо)
Дріггс (англ. Driggs) — окружний центр округу Тетон, штат Айдахо, США. Згідно з переписом 2010 року населення становило 1660 осіб, що на 560 осіб більше, ніж 2000 року.

## Географія
Дріггс розташований за координатами 43°43′42″ пн. ш. 111°6′6″ зх. д. / 43.72833° пн. ш. 111.10167° зх. д. (43.728377, -111.101658).  За даними Бюро перепису населення США в 2010 році місто мало площу 7,15 км², уся площа — суходіл. В 2017 році площа становила 7,77 км², уся площа — суходіл.

### Клімат
| Клімат : Дріггс                                         | Клімат : Дріггс | Клімат : Дріггс | Клімат : Дріггс | Клімат : Дріггс | Клімат : Дріггс | Клімат : Дріггс | Клімат : Дріггс | Клімат : Дріггс | Клімат : Дріггс | Клімат : Дріггс | Клімат : Дріггс | Клімат : Дріггс | Клімат : Дріггс |
| Показник                                                | Січ.            | Лют.            | Бер.            | Квіт.           | Трав.           | Черв.           | Лип.            | Серп.           | Вер.            | Жовт.           | Лист.           | Груд.           | Рік             |
| Абсолютний максимум, °C                                 | 15,6            | 15,6            | 22,2            | 26,7            | 31,7            | 35,0            | 36,1            | 36,7            | 34,4            | 29,4            | 21,7            | 18,3            | 36,7            |
| Середній максимум, °C                                   | −1,5            | 0,9             | 4,6             | 10,8            | 16,6            | 21,6            | 27,0            | 26,2            | 21,1            | 14,3            | 5,1             | −0,4            | 12,3            |
| Середній мінімум, °C                                    | −14,4           | −12,7           | −8,7            | −3,6            | 0,8             | 4,4             | 7,8             | 6,6             | 2,3             | −2,3            | −7,9            | −13,1           | −3,4            |
| Абсолютний мінімум, °C                                  | −42,2           | −45,6           | −34,4           | −23,9           | −13,3           | −6,1            | −3,9            | −10,6           | −12,8           | −21,7           | −31,7           | −40             | −45,6           |
| Норма опадів, мм                                        | 36              | 27              | 28              | 33              | 49              | 47              | 28              | 30              | 33              | 32              | 28              | 35              | 406             |
| ------------------------------------------------------- | --------------- | --------------- | --------------- | --------------- | --------------- | --------------- | --------------- | --------------- | --------------- | --------------- | --------------- | --------------- | --------------- |
| Джерело: https://wrcc.dri.edu/cgi-bin/cliMAIN.pl?id2676 |                 |                 |                 |                 |                 |                 |                 |                 |                 |                 |                 |                 |                 |

## Демографія

### Перепис 2010 року
За даними перепису 2010 року, у місті проживало 1 660 осіб у 587 домогосподарствах у складі 385 родин. Густота населення становила 232,2 ос./км². Було 873 помешкання, середня густота яких становила 122,1/км². Расовий склад міста: 73,0 % білих, 0,5 % афроамериканців, 0,2 % індіанців, 0,5 % азіатів, 0,4 % тихоокеанських остров'ян, 23,5 % інших рас, а також 2,0 % людей, які зараховують себе до двох або більше рас. Іспанці та латиноамериканці незалежно від раси становили 31,6 % населення.
Із 587 домогосподарств 40,7 % мали дітей віком до 18 років, які жили з батьками; 50,6 % були подружжями, які жили разом; 9,5 % мали господиню без чоловіка; 5,5 % мали господаря без дружини і 34,4 % не були родинами. 22,5 % домогосподарств складалися з однієї особи, у тому числі 5,2 % віком 65 і більше років. У середньому на домогосподарство припадало 2,82 мешканця, а середній розмір родини становив 3,40 особи.
Середній вік жителів міста становив 30,6 року. Із них 29,2 % були віком до 18 років; 9,1 % — від 18 до 24; 33,9 % від 25 до 44; 20,5 % від 45 до 64 і 7 % — 65 років або старші. Статевий склад населення: 51,4 % — чоловіки і 48,6 % — жінки.
Середній дохід на одне домашнє господарство  становив 51 142 долари США (медіана — 42 216), а середній дохід на одну сім'ю — 60 344 долари (медіана — 52 261). Медіана доходів становила 52 212 долари для чоловіків та 24 825 доларів для жінок. За межею бідності перебувало 20,3 % осіб, у тому числі 29,5 % дітей у віці до 18 років та 5,4 % осіб у віці 65 років та старших.
Цивільне працевлаштоване населення становило 1029 осіб. Основні галузі зайнятості: мистецтво, розваги та відпочинок — 26,6 %, освіта, охорона здоров'я та соціальна допомога — 25,9 %, будівництво — 14,3 %, науковці, спеціалісти, менеджери — 10,5 %.

### Перепис 2000 року
За даними перепису 2000 року, у місті проживало 1 100 осіб у 386 домогосподарствах у складі 252 родин. Густота населення становила 408,4 ос./км². Було 449 помешкань, середня густота яких становила 166,7/км². Расовий склад міста: 83,73 % білих, 0,09 % афроамериканців, 0,73 % індіанців, 0,73 % тихоокеанських остров'ян, 13,64 % інших рас і 1,09 % людей, які зараховують себе до двох або більше рас. Іспанці та латиноамериканці незалежно від раси становили 20,55 % населення.
Із 386 домогосподарств 38,1 % мали дітей віком до 18 років, які жили з батьками; 51,6 % були подружжями, які жили разом; 7,5 % мали господиню без чоловіка, і 34,5 % не були родинами. 23,3 % домогосподарств складалися з однієї особи, у тому числі 7,8 % віком 65 і більше років. У середньому на домогосподарство припадало 2,83 мешканця, а середній розмір родини становив 3,44 особи.
Віковий склад населення: 30,5 % віком до 18 років, 10,8 % від 18 до 24, 34,6 % від 25 до 44, 15,9 % від 45 до 64 і 8,2 % від 65 років і старші. Середній вік жителів — 30 років. Статевий склад населення: 52,9 % — чоловіки і 47,1 % — жінки.
Середній дохід домогосподарств у місті становив $33 750, родин — $40 469. Середній дохід чоловіків становив $30 703 проти $19 722 у жінок. Дохід на душу населення в місті був $14 710. Приблизно 7,0 % родин і 11,2 % населення перебували за межею бідності, включаючи 6,8 % віком до 18 років і 11,6 % від 65 і старших.